# Ваяно
Ваяно (італ. Vaiano) — муніципалітет в Італії, у регіоні Тоскана,  провінція Прато.
Ваяно розташоване на відстані близько 260 км на північний захід від Рима, 23 км на північний захід від Флоренції, 10 км на північ від Прато.

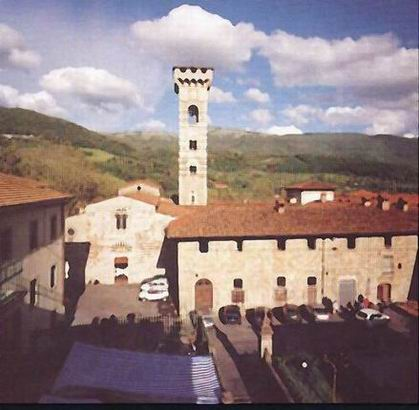

Населення — 9888 осіб (2014).
Покровитель — San Salvatore.

## Демографія
Населення за роками:

Станом на 1 січня 2023 року в муніципалітеті офіційно проживало 711 іноземців з 55 країн, серед них 127 громадян країн Євросоюзу та 37 громадян України.

## Сусідні муніципалітети
- Барберино-ді-Муджелло
- Каленцано
- Кантагалло
- Монтемурло
- Прато